# Enceinte de Douai
L'enceinte de Douai est un ancien ensemble de fortifications qui protégeait la ville de Douai, dans le département français du Nord.

## Vestiges
Une partie de l'enceinte est préservée comprenant :
- la porte d'Arras ;
- la porte de Valenciennes ou porte Notre-Dame ;
- la tour des Dames.